# Andrij Reva
Andrij Oleksijovyč Reva (ukrajinsky Андрій Олексійович Рева; * 7. července 1966, Bohoduchiv) je ukrajinský politik a úředník místní samosprávy. V letech 2016—2019 byl ministrem sociální politiky ve vládě Volodymyra Hrojsmana. Předtím byl od roku 1995 zaměstnán v městské správě města Vinnycja.